# Герб Луганска
Герб Луганска (укр. Герб Луганська) — официальный символ города Луганска Луганской области Украины, наряду с гимном и флагом.
В 1992 году принято постановление «О гербе города Луганска», где отмечено, «городской Совет народных депутатов решил гербом Луганска считать его исторический герб, графическое и цветовое изображение которого выполняется в полном соответствии с описанием, хранящимся в Центральном государственном историческом архиве г. Санкт-Петербурга».

## Описание
Геральдическое описание (блазон):
В золотом щите чёрная с золотыми швами доменная печь с червлёным пламенем, сопровождаемая справа и слева двумя чёрными молотками. В вольной части щита герб Екатеринославской губернии. Щит увенчан серебряной башенной короной с тремя зубцами. За щитом положенные стального цвета кирки, соединённые Александровской лентой.

## История

### Герб 1903 года
В 1882 году посёлок Луганский Завод и село Каменный Брод были объединены и этот населённый пункт назван городом Луганск. Он стал центром Славяносербского уезда. Герб Луганска изначально появился как герб литейнопушечного завода, а после доработки его коллежским асессором Першиным был представлен Городской думе как герб Луганска. Проект Першина, видимо в конце XIX века, был даже утвержден Луганской городской думой. Однако герольдмейстер наложил на герб резолюцию, так как «сенат не уполномачивал составлять проект герба, и думе не предлежало утверждать этот проект».
Герб уездного города, центра Славяносербского уезда Екатеринославской губернии был «Высочайше» утверждён 22 апреля 1903 года:
В золотом щите чёрная с золотыми швами домна с червленым пламенем, сопровождаемая справа и слева двумя чёрными молотками. В вольной части щита герб Екатеринославской губернии. Щит увенчан серебряной башенной короной с тремя зубцами. За щитом положенные крестообразно стального цвета кирки, соединенные Александровской лентой.

### Герб 1970 года
В 1970 году был объявлен конкурс на лучший проект герба Ворошиловграда. По результатам конкурса лучшим был признан проект А. С. Дудника. На заседании комиссии исполкома Луганского горсовета депутатов трудящихся было решено к юбилею города (175 лет, 1970 г.) «изготовить герб города». Герб использовался на сувенирной продукции.
С 19 июля 1988 года город имел герб, утверждённый решением № 234 исполкома Ворошиловградского городского Совета народных депутатов по проекту А. С. Дудника:
На красном щите с белой продольной полосой посредине, символизирующем шелковую муаровую орденскую ленту ордена Красного Знамени, золотая доменная печь, символ образования города, взятая с дореволюционного герба города Луганска. Печь заключена в золотую шестерню, отражающую ведущие отрасли промышленности города. На шестерне накладные золотые ветви — слева (от зрителя) дубовая, отражающая боевые подвиги, справа (от зрителя) лавровая — трудовой славы. У основания ветвей золотое изображение серпа и молота — символ единства рабочего класса и крестьянства. В нижней части щита на белой продольной полосе золотая цифра „1795“ — год основания города. Вверху, на накладной планке щита, название города — „ВОРОШИЛОВГРАД“, выполненное шрифтом, отражающем время становления Советской власти, революционные преобразования и события Гражданской войны. Щит имеет выступающую золотую окантовку.

### Современный герб
18 февраля 1992 года решением VІІІ сессии городского совета XXІ созыва № 8/6 был восстановлен исторический герб Луганска:
В золотом поле чёрная с золотыми швами доменная печь с красным пламенем, по бокам которой — по чёрному молотку. Доменная печь олицетворяет металлургию, которая оказывала влияние на становление и развитие города.
В 1995 году исторический герб Луганска был переутверждён для территориальной общины города Луганска.

#### Герб города как столицыЛНР
21 марта 2024 года назначенные Россией (см.аннексия оккупированных территорий Украины) власти города обновили герб (главным образом убрав герб Екатеринославской губернии). Геральдическое описание герба городского округа:
В золотом поле черная, мурованная золотом доменная печь с червлеными пламенем в топке и червленым пламенем, выходящим сверху, сопровождаемая по сторонам двумя черными молотами в столб.
Щит увенчан золотой башенной короной о пяти зубцах, имеющей на обруче золотой лавровый венок. За короной располагаются два скрещенных золотых молота.
Герб был внесен в Государственный геральдический регистр РФ под № 14900.

## Галерея
- Знамённый герб Луганского пикинёрного полка (название взято от речки Лугань), 1776 год.
- Проект герба города Луганска Екатеринославской губернии
- Герб Луганска, утверждённый 22 апреля 1903
- Герб Луганска на марке Укрпочты